# Wirogunan (Kartasura)
Wirogunan is een bestuurslaag in het regentschap Sukoharjo van de provincie Midden-Java, Indonesië. Wirogunan telt 4719 inwoners (volkstelling 2010).